# Metallurg Bekobod
Metallurg Bekobod (uzb. «Metallurg» (Bekobod) futbol klubi, ros. Футбольный клуб «Металлург» Бекабад, Futbolnyj Kłub "Mietałłurg" Biekabad) – uzbecki klub piłkarski z siedzibą w Bekobodzie.

## Historia
Chronologia nazw:
- 1945—1968: FK Bekobod (ros. ФК «Бекабад»)
- 1969—1991: Cemientczi Bekobod (ros. «Цементчи» Бекабад)
- 1992—1997: Mavdanchi Bekobod
- 1998—...: Metallurg Bekobod

Piłkarska drużyna FK Bekobod została założona w mieście Bekobod w 1945.
W 1968 debiutował w Klasie B, strefie środkowoazjatyckiej Mistrzostw ZSRR, jednak w następnym sezonie zajął ostatnie 24 miejsce i pożegnał się z rozgrywkami profesjonalnymi. W 1969 klub zmienił nazwę na Cemientczi Bekobod.
W 1992 pod nazwą Mavdanchi debiutował w Burunczi Lidze Uzbekistanu. W 1997 zajął drugie miejsce i awansował do Oʻzbekiston PFL.
W 1998 pod nazwą Metallurg debiutował w Wyższej Lidze Uzbekistanu, w której występuje do dziś.

## Sukcesy
- 5 miejsce w Oʻzbekiston PFL:

2002
- zdobywca Pucharu Uzbekistanu:

1985, 1990

## Znani piłkarze
- Oleg Belyakov
- Geldimyrat Garahanov